# Mirko Dickhaut
| Spielzeit                                                                                           | Verein                  | Spiele | Tore |
| --------------------------------------------------------------------------------------------------- | ----------------------- | ------ | ---- |
| 1993/94                                                                                             | Eintracht Frankfurt     | 32     | 3    |
| 1994/95                                                                                             | Eintracht Frankfurt     | 29     | 3    |
| 1995/96                                                                                             | Eintracht Frankfurt     | 28     | 1    |
| 1996/97                                                                                             | Eintracht Frankfurt     | 31     | 2    |
| 1997/98                                                                                             | VfL Bochum              | 30     | 3    |
| 1998/99                                                                                             | VfL Bochum              | 3      | 0    |
| 1999/00                                                                                             | VfL Bochum              | 31     | 2    |
| 2000/01                                                                                             | VfL Bochum              | 20     | 0    |
| 2001/02                                                                                             | VfL Bochum              | 26     | 0    |
| bis Dez. 02                                                                                         | VfL Bochum              | 1      | 0    |
| ab Jan. 03                                                                                          | SC Schwarz-Weiß Bregenz | 13     | 0    |
| 2003/04                                                                                             | SC Schwarz-Weiß Bregenz | 23     | 0    |
| 2004/05                                                                                             | SC Schwarz-Weiß Bregenz | 16     | 0    |
| 2005/06                                                                                             | KSV Hessen Kassel       | 19     | 1    |
| 2006/07                                                                                             | KSV Hessen Kassel       | 13     | 1    |
| Bundesliga=grün; 2. Bundesliga=rot; Oberliga=gelb; 1. Bundesliga Österreich=grau; Regionalliga=blau |                         |        |      |

Mirko Dickhaut (* 11. Januar 1971 in Kassel) ist ein früherer deutscher Fußballspieler und heutiger -trainer.

## Karriere

### Als Spieler
Nachdem er zunächst in den Jugendmannschaften und in der Oberliga für den KSV Baunatal und KSV Hessen Kassel gespielt hatte, kam Mirko Dickkaut 1993 zur Frankfurter Eintracht. Auf seiner Position im zentralen defensiven Mittelfeld war in der Saison 1993/94 eigentlich Ralf Falkenmayer gesetzt, bedingt durch dessen Verletzungspech brachte er es allerdings schon in seiner ersten Bundesligasaison auf 32 Einsätze (und sechs Einsätze im UEFA Cup mit einem Tor) und war fortan Stammspieler. Besonders seine Beidfüßigkeit und seine Spielübersicht zeichneten ihn aus, auch seine Fairness (er erhielt in keinem seiner über 300 Einsätze als Profi einen Platzverweis) wurde oft gelobt. In der Saison 1994/95 blieb er auf seiner Position gesetzt und absolvierte 29 Liga-Spiele sowie sieben UEFA-Cup-Spiele, in welchen er auch ein Tor erzielte. In der Vorbereitung auf die Europameisterschaft 1996 in England stand er unter Beobachtung von Bundestrainer Berti Vogts, erhielt aber nie eine Berufung in die Nationalelf. Nach dem Abstieg der Eintracht 1996 blieb er dem Verein treu, folgte ihm in die 2. Bundesliga und übernahm als Kapitän eine Führungsrolle.
Nachdem allerdings der direkte Wiederaufstieg misslang, wechselte er zur Saison 1997/98 zum VfL Bochum. Hier spielte er zunehmend eine defensivere taktische Position und wurde auch als Libero eingesetzt. Trotz zweimaligem Abstieg und sofortigem Wiederaufstieg blieb er bis zur Saison 2002/03 in Bochum. Aufgrund seines Engagements für den Verein und der Unterstützung von Fan-Projekten ist er dort noch immer beliebt.
In der Winterpause 2002/03 wechselte er, nachdem er sich mit der Reservistenrolle hatte begnügen müssen, nach Österreich zum SC Schwarz-Weiß Bregenz. Hier blieb er bis ins Jahr 2005. 2005/06 bis 2008 ließ er seine Karriere als Spieler in seiner Heimat beim KSV Hessen Kassel ausklingen; nebenbei trainierte er dort 2007/08 die zweite Mannschaft, mit der er den Aufstieg in die Hessenliga schaffte.

### Als Trainer
Nach der Entlassung von Trainer Matthias Hamann übernahm er zudem die erste Mannschaft des KSV Hessen Kassel. In der Saison 2008/2009 erreichte er mit der ersten Mannschaft die Vizemeisterschaft in der Regionalliga Süd.
Nachdem es in der Hinrunde der Saison 2010/11 nach einem Durchmarsch in die 3. Liga ausgesehen hatte, verspielte der KSV Hessen in der Rückrunde sein komfortables Punktpolster. Am 21. April 2011 wurde Mirko Dickhaut nach einer Niederlage gegen Aufstiegskonkurrent SV Darmstadt 98 und einem Unentschieden zuhause gegen die Reserve des Karlsruher SC beurlaubt. Kurz vor dem entscheidenden Aufstiegsspiel gegen die Stuttgarter Kickers übernahmen Co-Trainer Christoph Keim und Torwarttrainer Pascal Formann als Interimslösung das Training.
Im Juni 2013 unterschrieb Dickhaut einen Zwei-Jahres-Vertrag bei der SpVgg Greuther Fürth, bei der er als Co-Trainer die Nachfolge von Interimstrainer Ludwig Preis antrat und an der Seite von Frank Kramer die 1. Mannschaft in der 2. Bundesliga betreute.
Nach dem Auslaufen seines Vertrages in Fürth trat er im Sommer 2015 die Nachfolge von Markus Krösche als Trainer der U-23 vom SC Paderborn 07 an. Im November 2016 wechselte Dickhaut erneut als Co-Trainer zur SpVgg Greuther Fürth.
Nach der vierten Niederlage im vierten Spiel der Saison 2017/18 wurde Fürths Cheftrainer Janos Radoki entlassen und Dickhaut kurzzeitig als Interimstrainer eingesetzt. Schon nach einer Partie, in der Dickhaut Fürths ersten Punkt der Saison erringen konnte, unterschrieb Damir Buric als neuer Cheftrainer in Fürth und Dickhaut nahm sich wieder seiner üblichen Rolle als Co-Trainer an.
Zur Bundesligasaison 2019/20 verpflichtete Hertha BSC Dickhaut als Assistent für Ante Čović, der die Profimannschaft von Pál Dárdai übernahm. Ende November 2019 wurden Čović und seine Co-Trainer freigestellt.

## Erfolge als Spieler
- Einzug ins Viertelfinale des UEFA Cups  1994/95
- Zweimal Aufstieg mit dem VfL Bochum in die 1. Bundesliga

- 143 Einsätze in der 1. Bundesliga, dabei zehn Tore
- 88 Einsätze in der 2. Bundesliga, dabei vier Tore
- 52 Einsätze in der 1. Liga Österreichs
- 19 UEFA-Cup-Spiele, dabei drei Tore

## Erfolge als Trainer
- Aufstieg mit der 2. Mannschaft des KSV Hessen Kassel in die Hessenliga (2008)
- Vizemeister mit der 1. Mannschaft des KSV Hessen Kassel in der Regionalliga Süd (2009)